# Придрага
Придрага (хорв. Pridraga) — населений пункт у Хорватії, у Задарській жупанії у складі громади Новиград.

## Населення
Населення за даними перепису 2011 року становило 1470 осіб.
Динаміка чисельності населення поселення:

## Клімат
Середня річна температура становить 14,34 °C, середня максимальна – 27,74 °C, а середня мінімальна – 1,64 °C. Середня річна кількість опадів – 894 мм.
| Клімат поселення                              | Клімат поселення | Клімат поселення | Клімат поселення | Клімат поселення | Клімат поселення | Клімат поселення | Клімат поселення | Клімат поселення | Клімат поселення | Клімат поселення | Клімат поселення | Клімат поселення | Клімат поселення |
| Показник                                      | Січ.             | Лют.             | Бер.             | Квіт.            | Трав.            | Черв.            | Лип.             | Серп.            | Вер.             | Жовт.            | Лист.            | Груд.            |                  |
| Середній максимум, °C                         | 9,66             | 10,55            | 13,26            | 16,48            | 21,26            | 25,10            | 27,74            | 27,26            | 23,17            | 18,95            | 13,28            | 10,28            |                  |
| Середня температура, °C                       | 5,65             | 6,55             | 9,24             | 12,49            | 17,27            | 21,11            | 24,24            | 23,77            | 19,68            | 15,44            | 9,78             | 6,78             |                  |
| Середній мінімум, °C                          | 1,64             | 2,55             | 5,25             | 8,48             | 13,26            | 17,12            | 20,75            | 20,28            | 16,19            | 11,96            | 6,29             | 3,29             |                  |
| Норма опадів, мм                              | 73               | 65               | 70               | 77               | 69               | 60               | 37               | 52               | 94               | 102              | 105              | 90               |                  |
| Середньомісячна швидкість вітру, м/с          | 2.90             | 3.00             | 3.17             | 3.00             | 2.61             | 2.40             | 2.46             | 2.32             | 2.57             | 2.69             | 3.23             | 3.18             |                  |
| Середньомісячна сонячна радіація, кДж/м²·день | 5016             | 7738             | 11339            | 16119            | 20187            | 22557            | 24246            | 21162            | 15550            | 9854             | 5462             | 4320             |                  |
| --------------------------------------------- | ---------------- | ---------------- | ---------------- | ---------------- | ---------------- | ---------------- | ---------------- | ---------------- | ---------------- | ---------------- | ---------------- | ---------------- | ---------------- |
| Джерело:                                      |                  |                  |                  |                  |                  |                  |                  |                  |                  |                  |                  |                  |                  |